# UHC Uster
UHC Uster är en innebandyförening i Schweiz som bildades 1996 och spelar i Swiss Mobiliar League. År 2004 gick UHC Uster upp till högsta ligan för första gången och de har hållit sig kvar sedan dess.